# Emporis
Emporis GmbH este o companie de extragere a datelor din domeniul imobiliar cu sediul în Hamburg, Germania. Compania colectează și publică date și fotografii ale clădirilor din întreaga lume.
Emporis oferă o varietate de informații în baza sa de date publică, Emporis.com, aflată la www.emporis.com.  Emporis este citată ca sursă relativ frecvent de către diferite publicații, fiind astfel considerată o autoritate în ceea ce privește informațiile despre clădiri.
În trecut, Emporis colecta informații în principal despre clădiri-turn și zgârie-nori, definite drept clădiri cu înălțimea „între 35 și 100 de metri” și „cel puțin 100 de metri”, respectiv. În prezent, în bazele de date sunt incluse și alte tipuri de structuri și clădiri, mai puțin înalte.